# Volker Diehl (Radsportler)
Volker Diehl (* 24. Oktober 1963 in Ludwigshafen am Rhein; † 29. April 2022 in Dänemark) war ein deutscher Radrennfahrer.

## Karriere
Als Amateur wurde Volker Diehl 1985 und 1986 gemeinsam mit der Mannschaft des Berliner RC Opel-Schüler 1921 Deutscher Meister in der Mannschaftsverfolgung.
Anschließend trat Diehl zu den Profis über. 1987 wurde er gemeinsam mit Roland Günther europäischer Winterbahn-Meister im Zweier-Mannschaftsfahren. Bis 1991 startete er bei insgesamt 47 Sechstagerennen, von denen er drei gewann, alle im Jahr 1990: in Bassano del Grappa mit Silvio Martinello, in Stuttgart mit Etienne De Wilde und das in Berlin, mit Bruno Holenweger.
1991 erhielt Diehl das Angebot, das Fahrradgeschäft von Willi Altig zu übernehmen und er beendete seine Radsport-Laufbahn. Zuletzt war er bei einem Einkaufsverband für Fahrradhändler tätig sowie als Dozent an der Bundesfachschule für Zweirad-Mechaniker in Frankfurt am Main.
Volker Diehl kam am 29. April 2022 bei einem Autounfall in Dänemark ums Leben.